# Satyrium ilicis
Il satiro del leccio (Satyrium ilicis (Esper, 1779)) è un lepidottero appartenente alla famiglia Lycaenidae.

## Descrizione
I bruchi sono di colore verde chiaro, lunghi circa 2 cm. L'adulto ha un'apertura alare di 32–36 mm. Il colore di base delle ali è brunastro. Nelle femmine la parte superiore delle ali anteriori presenta solitamente grandi macchie arancioni, mentre nella parte inferiore delle ali posteriori sono presenti lunule arancioni con bordo nero. Sul lato inferiore delle ali anteriori e posteriori sono presenti diverse macchie bianche irregolari. Sulle ali posteriori sono presenti due corte code.

## Biologia
È una specie univoltina. Gli adulti volano da fine maggio a inizio agosto. I bruchi si nutrono di querce (soprattutto Quercus robur, Quercus coccifera, Quercus ilex, Quercus petraea, Quercus pubescens), olmi, Rhamnus cathartica e Prunus. Le larve sono frequentate dalle formiche Camponotus aethiops e dalle specie Crematogaster.

## Distribuzione e habitat
Questa specie è distribuita in Europa meridionale e centrale, Siberia sudoccidentale, Asia Minore, Caucaso, Transcaucasia, Libano e Urali meridionali. È presente nei boschi fino a un'altitudine di 1600 m.